# まんぷくフーフー
まんぷくフーフーは、日本のお笑いコンビ。所属はワタナベエンターテインメント。

## メンバー
- マービンJr.（マービンジュニア　1987年4月10日（37歳） - ）
  - 本名、佐野マービン・リー・ジュニア（さの マービン・リー・ジュニア、Sano Marvin Lee Jr.）
  - 東京都荒川区出身[1]
  - 元大相撲力士「大翔勇 真亜敏」（だいしょうゆう まあびん）。
  - 相方からは「じゅんちゃん」と呼ばれる。
- 松丸ほるもん（まつまる ほるもん　1986年5月14日（38歳） - ）
  - 本名、松丸 実希子（まつまる みきこ）
  - 千葉県柏市出身[2]
  - 元シリフリ（2010年 - 2014年）。

各メンバーの詳細は、それぞれの項目を参照。

## 概説
マービンがワタナベコメディスクール10期生（2009年4月入学）、松丸が同じスクールの11期生（2009年10月入学）出身。2010年8月5日から交際を開始。その交際ぶりは2012年11月12日深夜放送の『芸人報道』（日本テレビ）でも紹介され明らかになり、2017年の時点で婚約もしていた。その後2018年8月5日、付き合ってちょうど8年になる日に入籍、カップルコンビから夫婦コンビになる。
2016年末頃から、二人でコンビを結成して活動。コンビ名は最初「スタミナ苑」、のちに現在の「まんぷくフーフー」に改名している。
二人の芸風は「ラブ漫才」としている。手をつなぎながらステージに登場し、所々におのろけネタを入れるなどしている。
2020年3月31日をもってコンビとしては活動休止。マービンは芸人活動を継続（2020年8月より後輩のチャパティ（元ガネーシャ、ワタナベコメディスクール18期）とのコンビ「サノシタラ」を結成）、松丸ほるもんは芸能活動を休止して主婦となる。

## 出演

### テレビ
- 有田ジェネレーション（TBS）- 2016年10月26日深夜初出演、2017年4月27日以後レギュラー出演
- バクモン学園（テレビ朝日）- 2017年5月16日初出演
- チェンジ3（テレビ朝日）- 2017年6月20日
- 深夜に発見!新shock感〜一度おためしください〜（テレビ東京）- 2017年9月16日
- 有吉ジャポン（TBS）- 2017年11月18日
- ビートたけしの映画小説大ヒットなのに日本はなぜ勲章をくれないのかTV（TBS）- 2017年12月28日
- バナナマンの爆笑ドラゴン（NHK総合）- 第8回・12月場所（2017年12月30日）
- 初詣!爆笑ヒットパレード（フジテレビ）- 第51回（2018年1月1日）
- にちようチャップリン（テレビ東京）- 2018年1月21日、2018年2月11日
- 本能Z（CBCテレビ）- 2018年2月7日
- オールスター後夜祭- 2018年4月1日
- ウチのガヤがすみません!（日本テレビ）- 2018年5月8日初出演
- ピエール瀧のしょんないTV（静岡朝日テレビ）- 2018年12月7日

### ウェブテレビ
- ぶるぺん（2018年10月、GYAO!）[9]

各メンバーの単独出演については、マービンJr.#出演、松丸ほるもん#出演のそれぞれの節を参照。